# Walter Butscheidt
Walter Butscheidt (* 25. November 1923 in Bonn; † 4. August 1980 in Konz) war ein deutscher Fußballspieler. Der Torwart hat von 1949 bis 1961 für die Vereine 1. FC Köln, Preußen Dellbrück und SV Eintracht Trier insgesamt 237 Spiele in den damals erstklassigen Oberligen West und Südwest absolviert.

## Karriere

### Jugend und Köln
Als Kind und Jugendlicher war Butscheidt mehr dem Radsport zugetan und kam erst nach Ende des Zweiten Weltkriegs, in dessen Verlauf er als Soldat in Belgien und der Niederlande stationiert war, im Verein ab 1946 beim Bonner FV zum Fußball. Er war nach kurzer amerikanischer Kriegsgefangenschaft Ende 1945 in seine Heimatstadt zurückgekehrt. Mit Bonn belegte er 1948/49 im Rheinbezirk in der Bezirksliga Gruppe 2 den 3. Rang und hatte durch seine Torhüterleistungen den Meister und Aufsteiger in die Oberliga West, den 1. FC Köln, auf sich aufmerksam gemacht.
Der Torwart spielte zwei Jahre beim 1. FC Köln unter dem damaligen Spielertrainer Hennes Weisweiler, in einem Team mit dem späteren Weltmeister Hans Schäfer und zwölfmaligen Nationalspieler Josef Röhrig. Während er in der ersten Saison 1949/50 noch mit 25 Ligaeinsätzen beim Oberliganeuling Stammkeeper der Geißböcke war, kam er im darauffolgenden Jahr am neu verpflichteten Niederländer Frans de Munck nicht vorbei und absolvierte nur noch sechs Spiele. Deshalb wechselte er zur Saison 1951/52 zum Lokalrivalen Preußen Dellbrück, wovon sich Fritz Herkenrath dem FC im Gegenzug anschloss. Bei den Preußen wurde er aber nicht glücklich und unterschrieb zur Runde 1953/54 bei Eintracht Trier einen neuen Vertrag und spielte zukünftig in der Oberliga Südwest.

### Eintracht Trier, 1953 bis 1963
Für die Eintracht spielte er acht Jahre lang als unumstrittene Nummer 1 und absolvierte insgesamt 200 Spiele (1 Tor) und avancierte neben Heinz Kubsch vom FK Pirmasens zu einem der besten Torhüter im Südwesten. Am 30. Dezember 1956 und am 17. November 1957 hütete er jeweils im Ludwigshafener Südweststadion das Tor in den siegreichen Repräsentativspielen des Südwestens gegen Westdeutschland (3:1) und Süddeutschland (3:2). Beim Club aus dem Moselstadion erlebte er auch die Anfänge der Karrieren von Günter Herrmann, Elmar May und Paul Pidancet. 
1961 beendete er mit 38 Jahren seine aktive Laufbahn und Eintracht Trier verabschiedete sich nach der Runde 1961/62 in die 2. Liga Südwest.
Der leidenschaftliche Radfahrer und gelernter Kraftfahrzeugmechaniker betrieb zusammen mit seiner Ehefrau in Trier drei Lotto- und Tabakwarengeschäfte und war in Konz wohnhaft.

## Vereine
- 1949–1951 1. FC Köln
- 1951–1953 Preußen Dellbrück
- 1953–1961 Eintracht Trier

## Statistik
- Oberliga West
31 Spiele 1. FC Köln
6 Spiele Preußen Dellbrück

- Oberliga Südwest
200 Spiele; 1 Tor Eintracht Trier